# Wimbledon (film)
Wimbledon – brytyjsko-francuska komedia romantyczna z elementami filmu sportowego z 2004 roku, w reżyserii Richarda Loncraina. Głównymi bohaterami filmu jest para zawodowych tenisistów, którzy poznają się podczas turnieju tenisowego na Wimbledonie.

## Zarys fabuły
Trzydziestolatek Peter (Paul Bettany), była gwiazda brytyjskiego tenisa, obecnie sklasyfikowana w drugiej setce światowego rankingu, zamierza zakończyć karierę i rozpocząć nudne, choć lukratywne, życie instruktora w luksusowym klubie. Otrzymuje dziką kartę na turniej wimbledoński, który ma być jego pożegnalnym występem. Tuż przed rozpoczęciem zawodów poznaje młodziutką Amerykankę Lizzie (Kirsten Dunst), wschodzącą gwiazdę tej dyscypliny. Peter i Lizzie szybko przypadają sobie do gustu, co daje początek ich trwającemu równolegle do sportowych zmagań romansowi. Poważną przeszkodą okazuje się dla nich ojciec tenisistki (Sam Neill), który chce, by córka skupiła się tylko na sporcie.

## Obsada
- Kirsten Dunst – Lizzie
- Paul Bettany – Peter
- James McAvoy – Carl, brat Petera
- Bernard Hill – ojciec Petera
- Eleanor Bron – matka Petera
- Sam Neill – ojciec Lizzie
- Nikolaj Coster-Waldau – Dieter, przyjaciel Petera
- Jon Favreau – Ron, agent Petera i Lizzie
- John McEnroe – on sam (komentator)
- Chris Evert – ona sama (komentator)

## Produkcja
Film został wyprodukowany przez brytyjską wytwórnię Working Title Films oraz francuskie Studio Canal, zaś jego globalnym dystrybutorem było Universal Studios. Główna część zdjęć trwała od 26 czerwca do 19 października 2003 (dokrętki realizowano w maju 2004). Sceny rozgrywające się na kortach tenisowych realizowane były w All England Lawn Tennis and Croquet Club, w tym część podczas trwania prawdziwego turnieju wimbledońskiego (był to pierwszy w historii przypadek, gdy jego organizatorzy na to zezwolili). Plenery kręcono w Londynie i Brighton, zaś rolę atelier pełniły Shepperton Studios. Paul Bettany i Kirsten Dunst przygotowując się do ról musieli przejść przeszkolenie tenisowe – głównym konsultantem w tym zakresie był Pat Cash, który sam wygrał Wimbledon w 1987. Aktorzy sami wykonywali serwy, natomiast dalszy lot piłki był komputerowo nanoszony na ekran podczas postprodukcji.